# Chafik Besseghier
Chafik Besseghier (né le 11 octobre 1989 à Grenoble) est un patineur artistique français. Il est double champion de France (2016 et 2018).

## Biographie

### Carrière sportive

#### Jeunesse
Chafik Besseghier commence le patinage artistique assez tard, puisqu'il ne patine que depuis l'âge de 12 ans lorsqu'il débute au Club des Sports de Glace de Grenoble Isère (aujourd'hui Grenoble Isère Métropole Patinage). Ayant certaines facilités, il rattrape très vite son retard sur ses camarades d'entraînement.
Dès décembre 2006, à 17 ans, il participe à ses premiers championnats de France élites à Orléans pour l'édition 2007, où il se classe 17e. Il progresse ensuite régulièrement dans la hiérarchie nationale en obtenant la 12e place des championnats 2008 à Megève et la 9e place des championnats 2009 à Colmar. La même année il devient vice-champion de France junior derrière Florent Amodio.

#### Saison 2009/2010
Il continue sa progression nationale en se classant 5e des championnats de France 2010 à Marseille. Il réalise un superbe programme long ponctué d'un quadruple boucle piqué, lui permettant de monter de trois places dans le classement après un programme court raté qui l'avait placé à la 8e place provisoire.
Ce résultat lui permet d'être sélectionné par la FFSG (Fédération française des sports de glace) pour être premier remplaçant des championnats d'Europe de janvier 2010 à Tallinn. Il est à noter que Chafik Besseghier n'a jamais participé aux championnats du monde juniors.

#### Saison 2010/2011

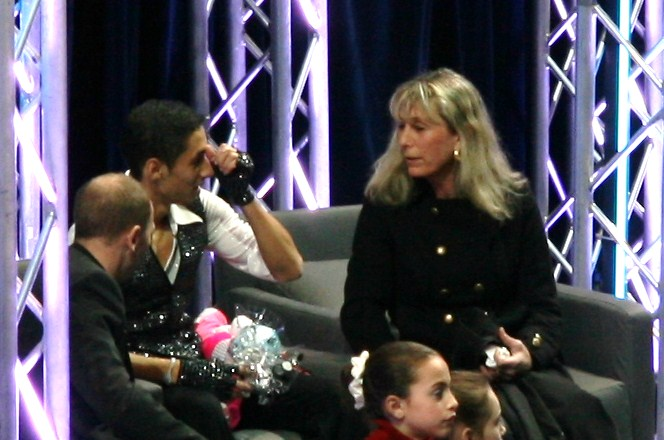
Chafik Besseghier au Trophée Éric Bompard 2010 entouré de son chorégraphe Stanick Jeannette et son entraîneur Françoise Bonnard

Il patine son programme court sur Artsakh de Ara Gevorgyan, qu'il garde de la saison précédente, et son programme long sur la BO du Temps des Gitans de Goran Bregović.
La fédération le sélectionne pour la première fois à une épreuve du Grand Prix ISU senior, en novembre 2010, lors du Trophée de France à Paris. Il y prend une encourageante 5e place. Trois semaines plus tard, il se classe 4e des championnats de France à Tours ce qui le place, comme l'an dernier, premier remplaçant des championnats d'Europe de janvier 2011 à Berne.

#### Saison 2011/2012
Pour la saison 2011/2012, il choisit de changer ses deux programmes. Il choisit un concerto pour piano de Maksim Mrvica pour son programme court. Pour son programme long, il patine successivement sur Teardrop de Massive Attack, Children de Robert Miles et une musique de Safri Duo pour terminer.
Chafik Besseghier participe pour la deuxième fois au Trophée Bompard en novembre 2011, où il se contente de la 9e place à cause d'un programme court raté. Un mois plus tard il monte pour la première fois sur le podium des championnats de France élites, à Dammarie-lès-Lys, derrière Brian Joubert et Florent Amodio. Cette médaille de bronze lui permet de participer à ses premiers championnats d'Europe, en janvier 2012 à Sheffield où il prend la 12e place. Comme il n'est que le 3e français classé, il ne peut pas participer aux championnats du monde, organisés en mars 2012 à Nice, la France n'ayant que deux places dans la catégorie messieurs.

#### Saison 2012/2013
Il conserve le concerto pour piano de Maksim Mrvica pour son programme court et a opté pour plusieurs extraits musicaux pour son programme long : Freestyler de Boom Funk, Paris - Texas, Nuttin' But Stringz. Il prend la 7e place du Trophée Bompard de novembre, et devient vice-champion de France lors des championnats nationaux à Strasbourg en décembre, derrière Florent Amodio et en l'absence de Brian Joubert.
Aux championnats d'Europe de janvier 2013 à Zagreb, il entre dans le top 10 continental en prenant la 9e place. La France disposant de 3 places pour les championnats du monde de mars 2013 à London, Chafik Besseghier pouvait donc y participer pour la première fois, mais la fédération a décidé non seulement de ne pas l'envoyer au Canada mais aussi de n'envoyer personne d'autre.

#### Saison 2013/2014
Chafik Besseghier patine sur Mountain Legends de Clozee pour le programme court, et la BO de La Dernière Tentation du Christ de Peter Gabriel pour le programme libre. Il se blesse dès le début de la saison en octobre lors des masters d'Orléans pendant les six minutes d'échauffement du programme libre. Obligé de déclarer forfait, la blessure l'oblige à faire de même pour le Trophée NHK et le Trophée Bompard. Affaibli, il est de retour aux championnats de France à Vaujany en décembre, et réussit à se maintenir sur le podium national avec la médaille de Bronze.
Lors des championnats d'Europe de janvier 2014 à Budapest, il régresse de trois places du classement européen mais bat tous ses records personnels (avec un score total de 198.07 points). Troisième français, il ne peut pas participer aux Jeux olympiques d'hiver de février 2014 à Sotchi. Brian Joubert ayant arrêté sa carrière après les Jeux, Chafik Besseghier peut patiner à ses premiers championnats du monde, en mars 2014 à Saitama. Il améliore une nouvelle fois tous ses records personnels (224.19 points de score total) et se classe 9e mondial.

#### Saison 2014/2015
Chafik Besseghier conserve son programme court et patine sur Roadgame de Kavinsky pour son programme libre. Victorieux des Master's qui débutent la saison française de patinage artistique, il se classe 7e et 9e au Skate America et au Trophée Bompard en Grand Prix. Il n'est que 3e du championnat de France, mais est préféré à Romain Ponsart (2e derrière Florent Amodio) pour les championnats d'Europe de Stockholm où il doit déclarer forfait pour le libre après une blessure et une désastreuse 24e place au programme court. Seul représentant français aux championnats du monde de Shangaï après le retrait de Florent Amodio, il s'y classe 18e.

#### Saison 2015/2016
Il remporte le titre de champion de France 2016 devant Florent Amodio sur la patinoire d'Épinal. Blessé, il ne participe pas aux championnats d'Europe. Il termine 20e des championnats du monde à Boston. Son programme court sur Una Mattina de Ludovico Einaudi est chorégraphié par Fabian Bourzat. Il reprend en partie son programme libre de la saison 2013-2014 sur la musique d'Era.

#### Saison 2016/2017
Vainqueur des Master's en début de saison, il participe au Grand Prix de Russie où il se classe 8e et au Grand Prix de France avec le même classement. Aux championnats de France, il réussit 3 quadruples sauts dans son programme libre mais est battu au classement général par Kevin Aymoz. Désormais entraîné par Stanick Jeannette, il patine son programme court sur It's a Man's Man's Man's World (Seal) et son programme libre sur la BOF de 300. Au championnat d'Europe à Ostrava, il se classe 11e du programme court mais remonte à la 9e place du classement général après son programme libre.
Seul représentant français aux championnats du monde à Helsinki, décisifs pour chaque pays pour obtenir le droit de présenter un patineur aux Jeux Olympiques de l'année suivante, il se classe 17e du programme court avec un sans-faute. Il réussit un bon programme libre (deux quadruples sauts et deux triples axel notamment) et termine 17e au classement général, assurant à la France la présence d'un patineur aux Jeux Olympiques de PyeongChang en 2018.

#### Saison 2017/2018

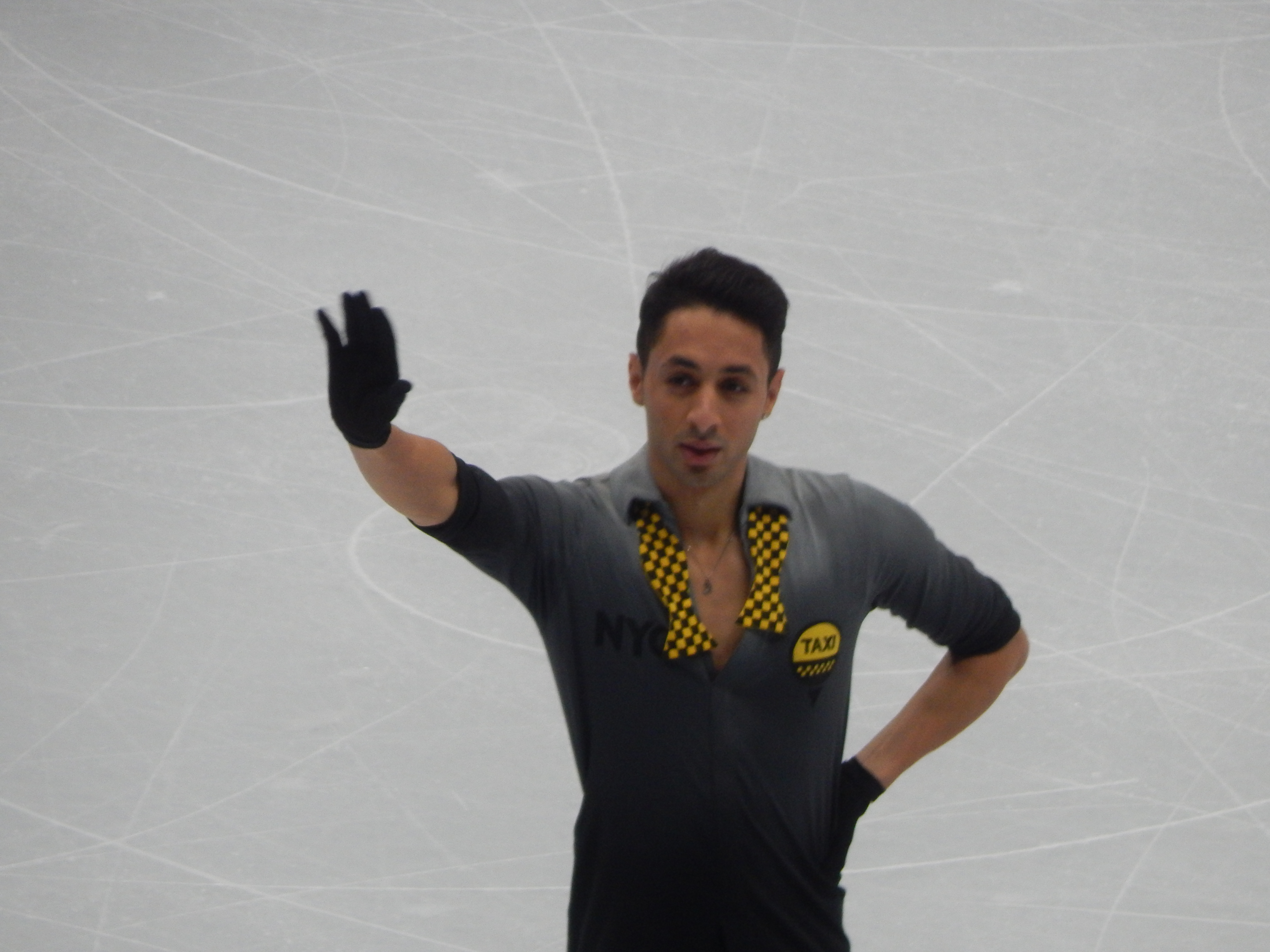

Alors qu'il devait commencer sa saison aux Master's comme traditionnellement pour les patineurs de l'équipe de France, Chafik Besseghier doit déclarer forfait à cause d'un pneumothorax. Il évite cependant l'opération et reprend l'entraînement, trop tardivement pour participer aux Grands prix (Skate Canada et Trophée de France). Il reprend la compétition par un "challenger", la Cup of Tyrol fin novembre, où il se classe 3e (1er du programme court, 3e du programme libre). Au championnat de France à Nantes, il remporte son 2e titre national, en remportant le programme court et le programme libre (sur la BOF du Parrain remixée par Maxime Rodriguez).
Aux championnats d'Europe de patinage artistique de 2018, il termine le programme court à la 13e place et remonte à la 11e place du classement général après le programme libre (10e du programme libre). Il est sélectionné pour les Jeux olympiques d'hiver de 2018 à Pyeongchang.
Lors des Jeux Olympiques, il manque son programme court (61,06 point seulement, sans quadruple saut ni combinaison de triples sauts ni triple axel). Son programme court de l'épreuve individuelle est mieux réussi (72,10 points, sans quadruple saut), mais insuffisant pour lui permettre de se qualifier pour le programme libre : il se classe 26e alors que seuls 24 patineurs sont retenus pour la deuxième partie de la compétition.

## Palmarès
| Compétition                         | 2007    | 2008    | 2009    | 2010    | 2011    | 2012    | 2013    | 2014    | 2015    | 2016    | 2017    | 2018    | 2019    |  |
| Jeux olympiques d'hiver             |         |         |         |         |         |         |         |         |         |         |         | 26e     |         |  |
| Championnats du monde               |         |         |         |         |         |         |         | 9e      | 18e     | 20e     | 17e     |         |         |  |
| Championnats d’Europe               |         |         |         |         |         | 12e     | 9e      | 12e     | A       | F       | 9e      | 11e     |         |  |
| Championnats de France              | 17e     | 12e     | 9e      | 5e      | 4e      | 3e      | 2e      | 3e      | 3e      | 1er     | 2e      | 1er     | F       |  |
|                                     |         |         |         |         |         |         |         |         |         |         |         |         |         |  |
| Grand Prix ISU                      | 2006/07 | 2007/08 | 2008/09 | 2009/10 | 2010/11 | 2011/12 | 2012/13 | 2013/14 | 2014/15 | 2015/16 | 2016/17 | 2017/18 | 2018/19 |  |
| Finale du Grand Prix                |         |         |         |         |         |         |         |         |         |         |         |         |         |  |
| Skate America                       |         |         |         |         |         |         |         |         | 7e      |         |         |         |         |  |
| Skate Canada                        |         |         |         |         |         |         |         |         |         |         |         | F       |         |  |
| Coupe de Chine                      |         |         |         |         |         |         |         |         |         |         |         |         |         |  |
| Trophée de France                   |         |         |         |         | 5e      | 9e      | 7e      | F       | 9e      | 10e     | 8e      | F       | F       |  |
| Coupe de Russie                     |         |         |         |         |         |         |         |         |         |         | 8e      |         |         |  |
| Trophée NHK                         |         |         |         |         |         |         |         | F       |         | 9e      |         |         |         |  |
| Légende : F = Forfait ; A = Abandon |         |         |         |         |         |         |         |         |         |         |         |         |         |  |

## Galerie d'images

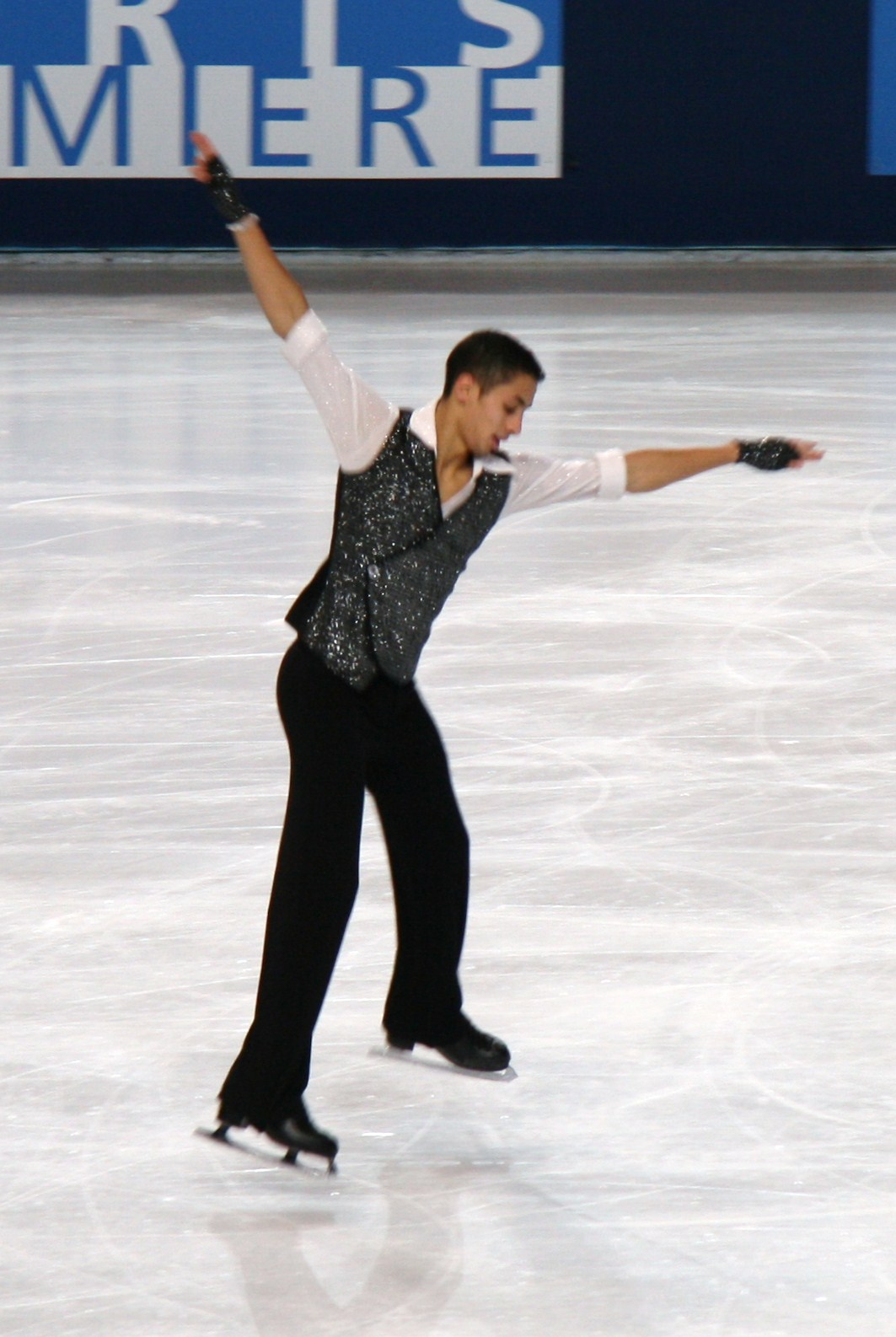
Trophée Éric Bompard 2010 (Programme libre)
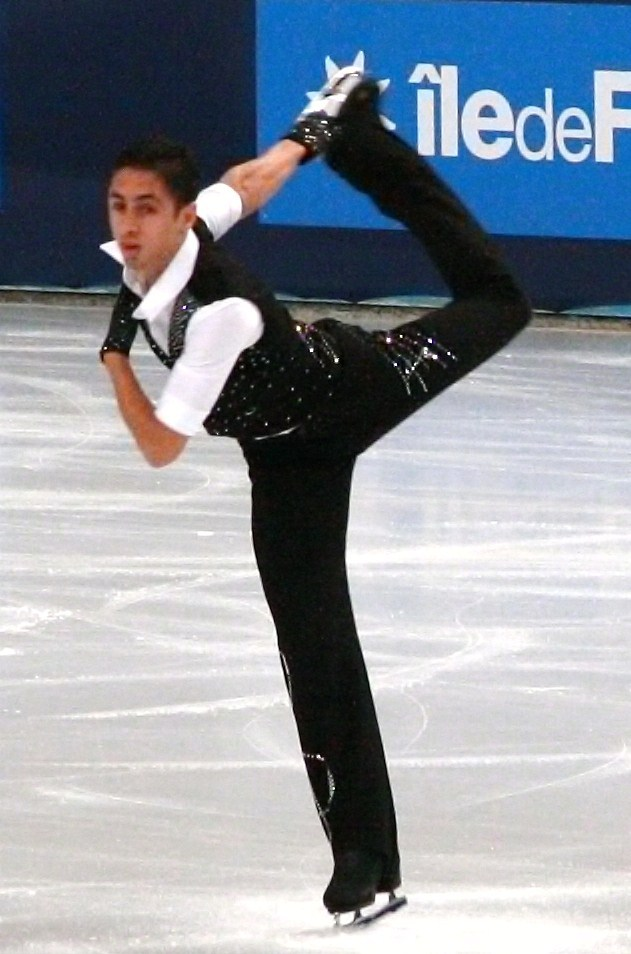
Trophée Éric Bompard 2011 (Programme court)
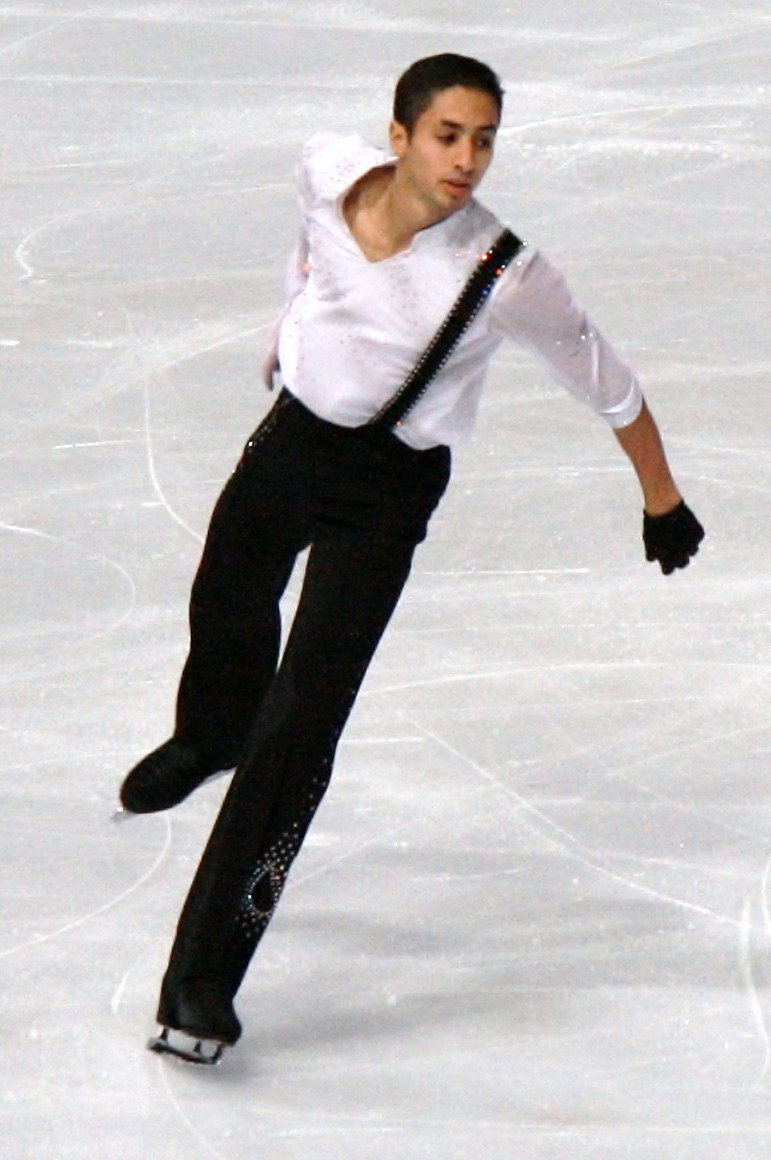
Trophée Éric Bompard 2011 (Programme libre)